# Martin Chalfie
Martin Chalfie (né le 15 janvier 1947 à Chicago) est un biologiste américain, corécipiendaire du prix Nobel de chimie de 2008 avec Osamu Shimomura et Roger Tsien.

## Biographie
Issu d'une famille dont les grands-parents ont émigré de Russie, Martin Chalfie a grandi à Chicago. Il commence des études supérieures de mathématique en 1965 avant de s'orienter vers la biochimie. Après une thèse obtenue à l'université Harvard en 1977, il fait un post-doc à l'université de Cambridge, au Laboratory of Molecular Biology dans le groupe de John Sulston et Sydney Brenner de 1984 à 1985.
En 1982, il intègre le département de Biologie de l'université Columbia à New York où il poursuit son travail sur la mise en place et le maintien des circuits neuronaux chez C. elegans.
Il est élu à l'Académie nationale des sciences en 2004.

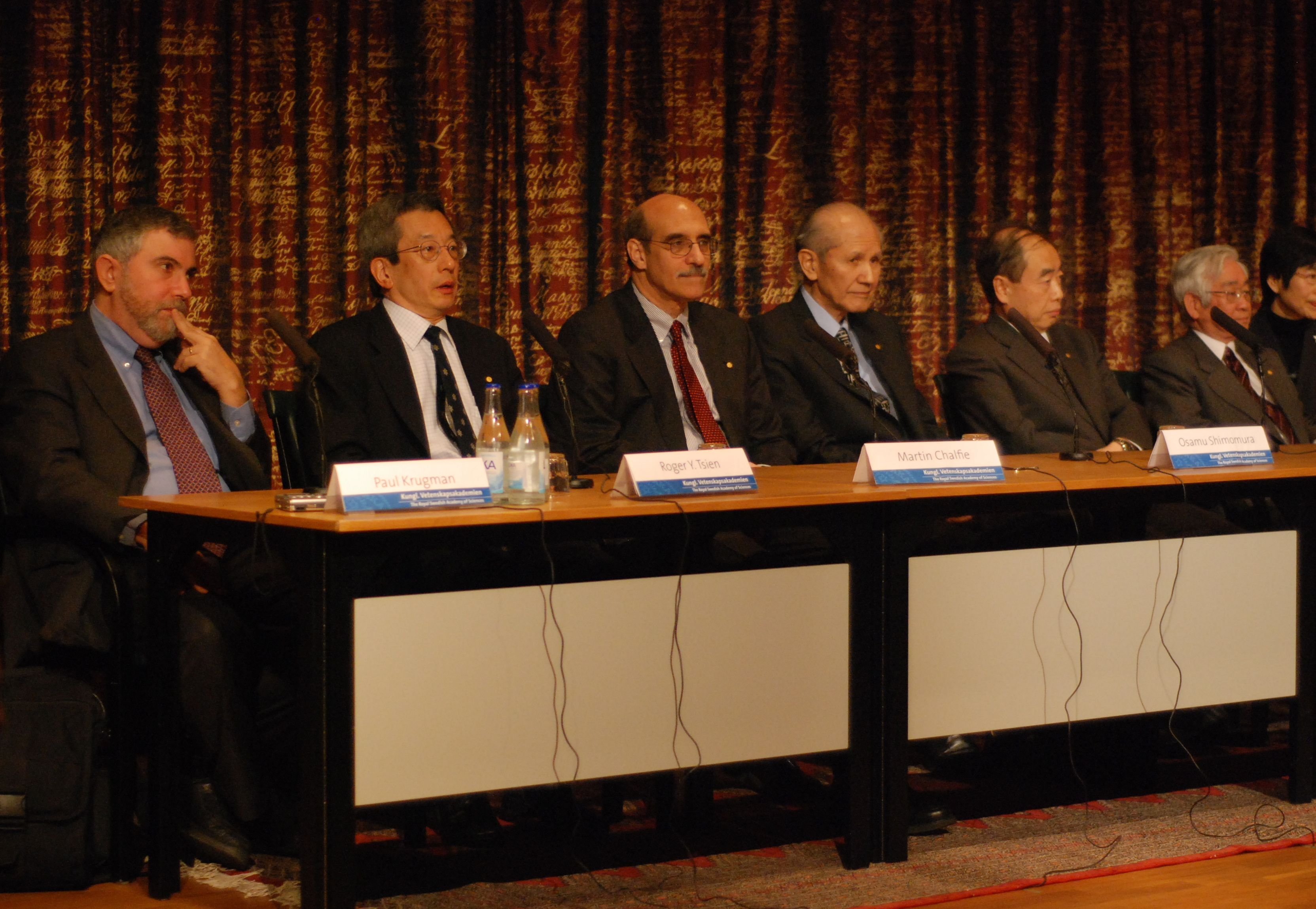
Les lauréats du prix Nobel 2008 à l'Académie royale des sciences de Suède à Stockholm

En 2008, Chalfie, Osamu Shimomura et Roger Tsien sont colauréats du prix Nobel de chimie « pour la découverte et le développement de la protéine fluorescente verte, la GFP ». La GFP a été découverte initialement dans l'organisme de la méduse Aequorea victoria en 1962. Martin Chalfie a utilisé la GFP comme marqueur biologique et génétique chez le nématode en colorant individuellement six cellules.

## Vie privée
En 1989, Martin Chalfie a épousé la  biologiste américaine Tulle Hazelrigg.